# حدود العمل الفاصلة
حدود العمل أو الفواصل (بالإنجليزية: Boundary-work)
في دراسات العلوم، تحتوى حدود العمل الفاصلة على مساحات بين الفواصل، والحدود، وأي تقسيمات أخرى بين مجالات المعرفة المختلفة، والتي تدافع عنها أو تؤيدها، وتهاجم، وتعزز وجودها. وأكدت المنحة الأكاديمية أن تلك الخطوط الخارجية المحددة تحتوى عادة على روابط بين الأمور المشتركة، ما يوضح في بواطنه أن تلك الحدود والفواصل مرنة كما أنها بنيت بشكل مجتمعي.

## نبذة
الاستخدام الأصلى لمصطلح «حدود العمل الفاصلة» في أنواع القضايا تلك، فأنه يعزى إلى توماس ف جيرين، عالم الاجتماع الذي كان أول من استخدم ذلك المصطلح لمناقشة مشكلة وضع الحدود، والصعوبة الفلسفية لترسيم الحدود بين ما هو علم وما هو ليس بعلم. وقد عرف حدود العمل الفاصلة ب «إسناد مجموعة من الخصائص المحددة لمؤسسة العلم (لممارسيها، وطرقها، وركام المعرفة الخاص بها، قيمها ومؤسسات عملها) بغرض إقامة حدود إجتماعية فاصلة تميز بعض الأنشطة الفكرية على أنها [خارج تلك الحدود].» وقد كافح الفلاسفة والاجتماعيين مثل كارل بوبر وروبرت ك مرتون مطولا للوصول لمعيار يميز العلم بصفته عن نشاطات المعرفة المتولدة الأخرى، إلا أنهم لم ينجحوا في الوصول إلى معيار متزن قط، يتماشى مع التاريخ، أو يتصف بالمرونة.
ولقد أكدت الصحيفة جيرين لسنة 1983 بشأن حدود العمل وترسيم الحدود أن المناقشات السوية لترسيم الحدود الفاصلة بينما هو علم وما هو ليس بعلم هي ايديولوجية (منهج تفكير معين) –حيث كان هنالك حصة ونصيب قوى للعلماء لإقامة تلك الحدود بناء على كلا من موضوعيتهم والحاجة لحكمهم الذاتى. [بحاجة لمصدر]وقد إهتمت صحيفة جيرين تحديدا بحدود العمل الفاصلة ببريطانيا في القرن التاسع عشر، حيث حاول العلماء بهذا الاقتراح تمييز وتوصيف العلاقة بين العلم والدين كأحد أشكال الاختلاف في (تحديد كم المجادلات التي تؤكد ضروة الحاجة لإستبدال الدين بالعلم، في حالة حتمية المفاضلة بينهم أو وضعهم ضد بعضهم البعض), كما إهتمت أيضا بالاقتراحات التي بها ناقش العلماء فكرة أن العلم والسياسة أو ايديولوجية التفكير تنتشر متلازمة مع بعضها البعض. ومنذ الاهتمام بحدود العمل الفاصلة فإن الاجتماعيين والتاريخيين قد ركزوا في أعمالهم على بلاغة (أو خصومة) العلماء وتفاعلاتهم الاجتماعية والشخصية.[بحاجة لمصدر]
وقد ركزت الدراسات في مجال حدود العمل الفاصلة في كيفية تخليق الفروع العلمية الفردية (متتبعين في ذلك عمل بيير بورديو في «الحقل العلمى»)، كما إهتمت أيضا بالطرق التي بها تؤكد أن الأهداف قادرة على عمل جسر للحدود المقامة لأنها تلبى احتياجات فئات اجتماعية متعددة (أهداف الحدود).

## أمثلة
ومثال على حدود العمل الفاصلة: دراسة الأدب والعلوم.أحد المقترحات من تلك الدرسات كتاب ألدوس هوكسلى للأدب والعلوم (أنظر أيضاإدوارد م جينجيز للآدب والعلوم لسنة 1970: عدسات جديدة للنقد، وكتب أنكور وهارى رافايل جارفين وعلم الصحة والآدب لجامس م، صحافة جامعة بوكنل.
ومثال أخر حدث عندما قام العلماء الفرادى والمؤسسات العلمية بالرد على إدعاءات الاحتيال العلمى في بيانات قاموا بنشرها في باب المناخ من سلسلة راميراز أولايه، 2015